# Stranded (Haiti Mon Amour)
"Stranded (Haiti Mon Amour)" é uma canção de Jay-Z, Bono e Rihanna, interpretada no programa televisivo para a ajuda do Haiti, Hope for Haiti Now: A Global Benefit for Earthquake Relief, sendo incluida em duas versões no álbum promocional, Hope for Haiti Now. Foi lançado como single de caridade, e as vendas do mesmo revertem a favor da reconstrução do país depois do sismo sofrido.

## Fundo musical e lançamento
A canção foi escrita por Jay-Z, Rihanna e Bono Vox da banda U2, e foi produzida por Swizz Beatz, Declan Gaffney. "Stranded (Haiti Mon Amour)" foi lançado na loja de downloads legais, iTunes a 23 de Janeiro de 2010, estreando-se na primeira posição. Todas as vendas da música reverteram para a campanha Hope For Haiti. É o segundo single de caridade de Rihanna, sucedendo a "Redemption Song".
A génese da canção vem do colaborador de Jay-Z, ao enviar mensagens simultâneas para o telefone celular do mesmo e de Bono. Eles concordaram, e Bono escreveu uma parte da canção via telemóvel com Beatz:
| “ | A ideia da música é 'nós não vamos deixar que pare, e isso é o que o nós queremos transmitir. Então, eu e Bono começamos a trocar ideias, fomos trocando acordes pelo telefone. | ” |

A gravação foi feita por diversas localizações geográficas e depois misturadas todas as partes, com The Edge ajudando na produção.  Beatz adicionou depois a participação vocal de Rihanna, dizendo que os dois alinhados mais o 'anjo' [Rihanna] da música, é o que a torna poderosa.

## Promoção
A música foi interpretada ao vivo em Londres a 22 de Janeiro de 2010, no programa televisivo Hope for Haiti Now: A Global Benefit for Earthquake Relief‎. The Edge acompanhou a actuação com acordes de guitarra.

## Recepção
The New York Times achou que os artistas por detrás da música merecem créditos por terem criado uma canção tão original, mas os resultados de qualidade forma mistos: O som estava enlameado, e o conceito mal interpretado, mas foi um reconhecimento implícito de que uma coisa terrível que nessa situação exigia mais do que ganhar significado a partir de uma pré-canção existente que não tem isso." Ann Powers do Los Angeles Times disse que o desempenho da música foi a revelação mais noticiosa do evento, dizendo que o seu conceito musical provinha de rock alternativo misturado com rap moderno. The Hartford Courant descreveu-a como a combinação mais poderosa da maratona, mas ainda referiu que Bono não parecia estar em sintonia na actuação.

## Desempenho nas tabelas musicais

### Posições
| Tabela musical (2009)              | Posição |
| ---------------------------------- | ------- |
| Canadá - Canadian Singles Chart    | 6       |
| Estados Unidos - Billboard Hot 100 | 16      |
| Estados Unidos - Billboard Hot 100 | 8       |
| Noruega - Norway Singles Top 20    | 6       |

## Histórico de lançamento
| País  | Data                  | Formato          |
| ----- | --------------------- | ---------------- |
| Mundo | 23 de Janeiro de 2010 | Download digital |